# Weinproduktion in der Oblast Odessa

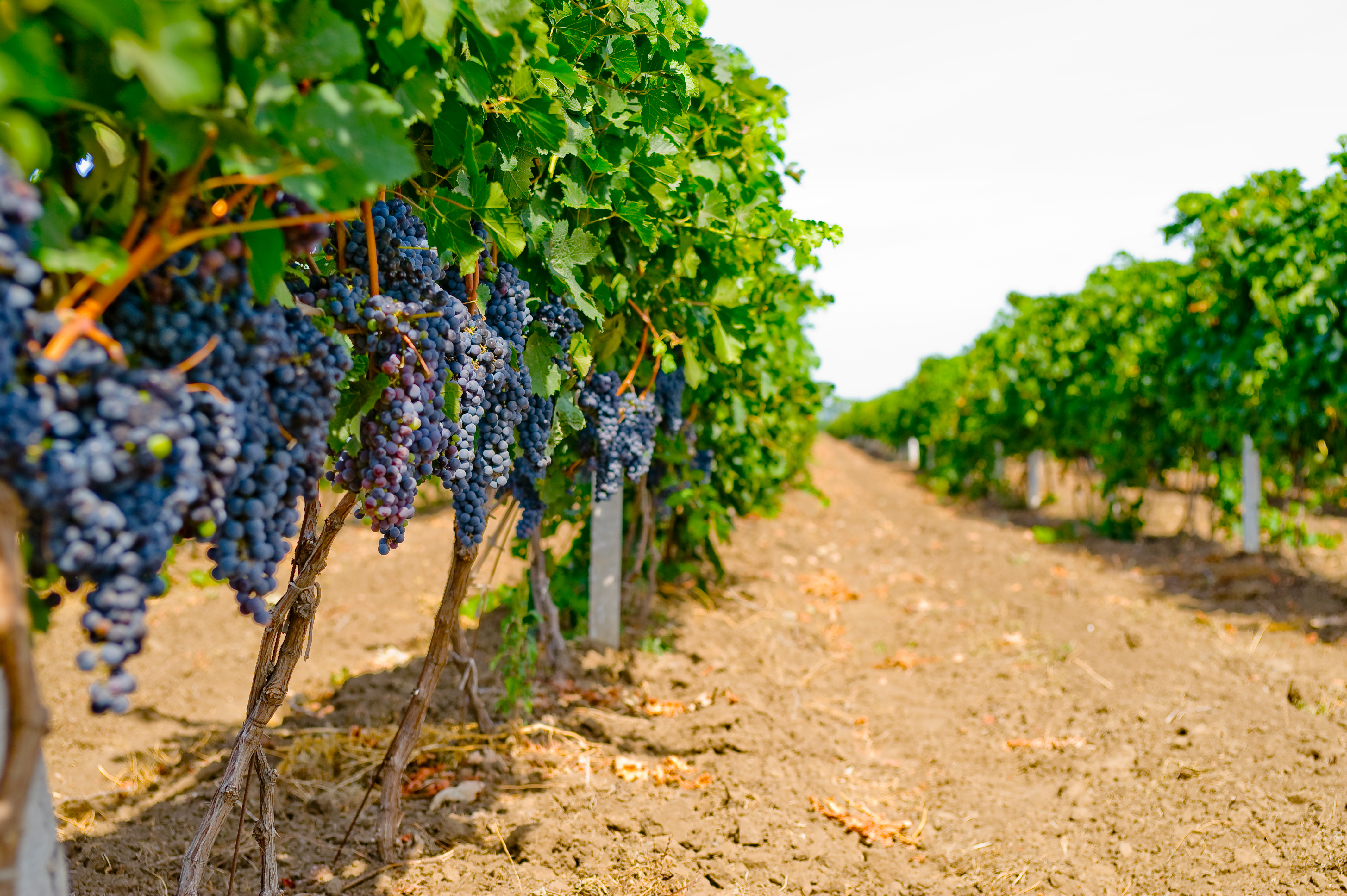
Weinberge in Schabo

Die Oblast Odessa ist die größte Weinbauregion der Ukraine. Im Jahr 2018 umfasste die Weinproduktion in Odeschtschyna (Oblast Odessa) 26.290 Hektar, das sind 60,44 % der gesamten Weinanbaufläche der Ukraine.
Die Region liegt im günstigen Klima der nordwestlichen Schwarzmeerküste, von der Mündung der Donau bis zum Tylihul-Liman. Nach Daten aus dem Jahr 2015 wird in 13 von 26 Bezirken Weinbau betrieben (nach der früheren administrativ-territorialen Einteilung der Ukraine). Landwirtschaftliche Betriebe produzierten 2018 2.966.984,57 Doppelzentner Weintrauben.
Mit Stand vom 5. Oktober 2016 wurde die Herstellung von Traubenweinen laut der offiziellen Klassifizierung der Wirtschaftszweige von vier Unternehmern und 152 juristischen Personen betrieben. 55 private Unternehmen und 528 juristische Personen sind im Weinbau tätig.
Im Jahr 2018 entfiel der größte Anteil der Produktion von Weinerzeugnissen auf Traubenmost (57,88 %). An zweiter Stelle steht die Produktion von Wein mit einem tatsächlichen Alkoholgehalt von höchstens 15 % (24,08 %). An dritter Stelle steht die Herstellung von Schaumwein aus frischen Trauben (10,77 %). Die Region umfasst die Weinregionen Schwarzes Meer und Bessarabien. Die Geschichte der Weinherstellung in der Region Odessa reicht bis in die Antike zurück.

## Geschichte
Schon vor der griechischen Kolonisierung des Schwarzmeergebiets unterstützten die Einheimischen der Region den Weinbau. Das Handwerk wurde jedoch während der griechischen Kolonisierung in der Antike weiter verbreitet. Das Gebiet stand bis Mitte des 2. Jahrhunderts v. Chr. unter dem Einfluss der Griechen.
Nach der Eroberung der Provinz Dakien durch Kaiser Trajan in den Jahren 105–106 gerieten diese Gebiete unter den Einfluss der Römer, die diese Region aktiv kolonisierten. Nach dem Abzug der römischen Truppen in den Süden im Jahr 271 blieb ein Teil der Kolonisten in der Region, die ihre Erfahrungen mit der Züchtung von Rebsorten und den Methoden der Weinherstellung an die einheimische Bevölkerung weitergaben. Die erfolgreiche Akklimatisierung der Weinrebe ist mit der technologischen Revolution der landwirtschaftlichen Betriebe in der nördlichen Schwarzmeerregion verbunden.
Die erste schriftliche Erwähnung der späten Neuzeit ist ein Brief des Woiwoden Stefan Chmelezkyj, der der Familie von Nikoa Warsarja und dessen Bruder Teoder zwischen 1600 und 1625 „einen Weinberg“ schenkte. Es gibt Belege dafür, dass ein gewisser Skendro seine Weine nach Moskau schickte.
Nach der Belagerung von Otschakow (1788) stellte Grigori Alexandrowitsch Potjomkin den Kolonisten und Ukrainern Weinberge in Slobozia (Dnister), Iași, Biljajiwka und Owidiopol zur Verfügung. Im Allgemeinen umfasste das moderne Gebiet der Oblast Odessa ganz oder teilweise die Bezirke Ananjewski, Odessa, Ismajil, Akkerman und Balta.
Im 19. Jahrhundert ließen sich zahlreiche Vertreter verschiedener Nationalitäten in Odessa nieder, was zur Verbreitung des Weinbaus in der Region beitrug. So breiteten sich von Ismajil und Kilija bis zum Dnister-Liman und armenische Siedlungen aus. Bulgaren gründeten Dörfer in der Nähe, und die ersten deutschen Kolonisten aus dem Herzogtum Warschau und später aus Württemberg und dem Elsass kamen hierher. Der griechische Aufstand veranlasste Flüchtlinge aus Thrakien und den griechischen Inseln, in neue Gebiete zu ziehen. Sie ließen sich in Ismajil, Reni und Akkerman nieder. Ukrainer und Moldawier (Rumänen) wanderten aus der Ukraine (Podolien) ein, und gebildete Bauern wanderten aus der französischen Schweiz ein. All dies führte dazu, dass die Region als „Amerika der Alten Welt“ bezeichnet wurde.

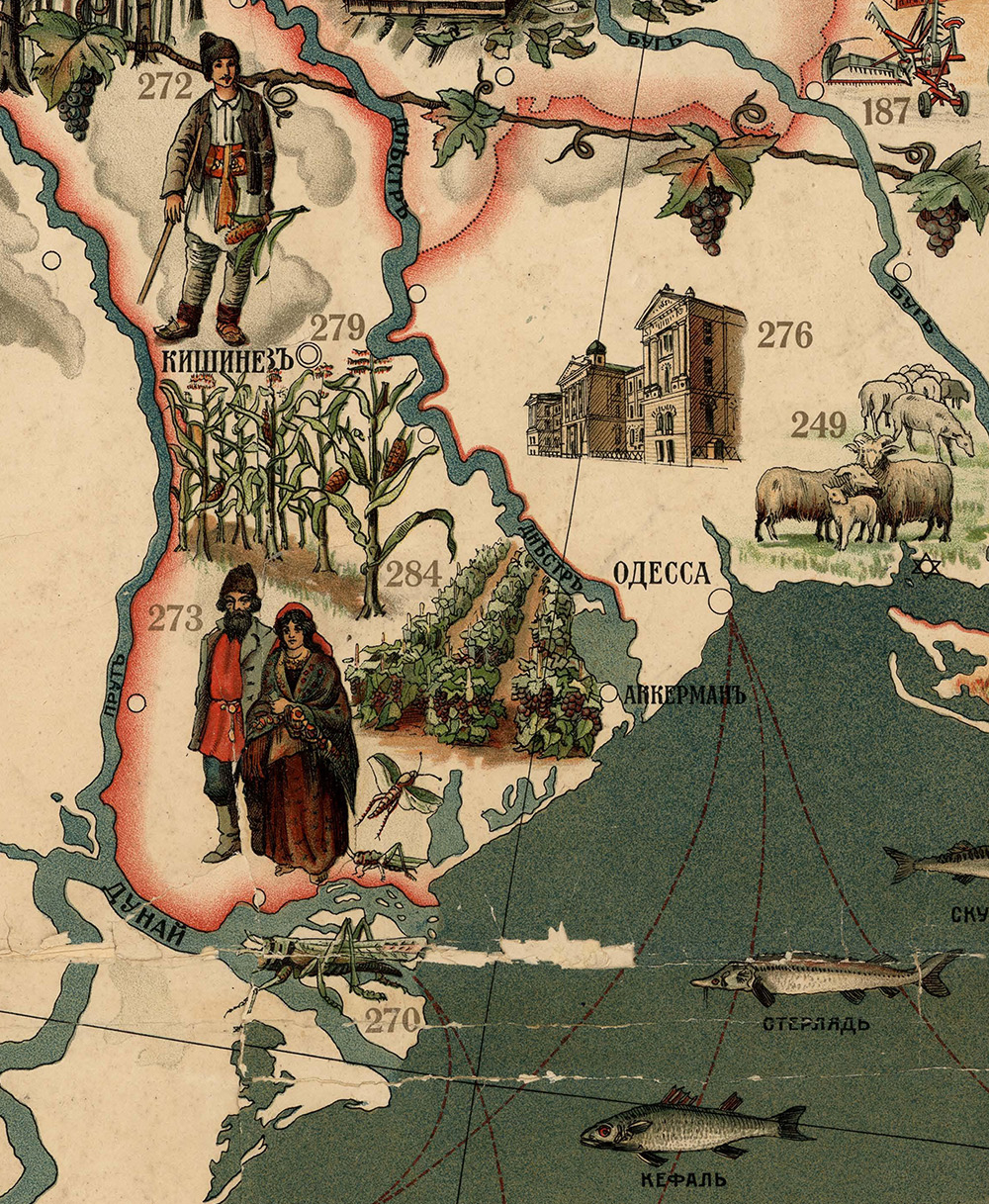
Illustrierte Karte des europäischen Russlands, Oblast Odessa, 1896

Der erste Weinberg in Odessa „zum Zwecke des Gartenbaus und der Weinherstellung“ wurde 1798 von einem pensionierten Major des griechischen Bataillons in Moldawanka, in der Nähe von Wodnaja Balka, gegründet. Die Setzlinge wurden aus Ackerman mitgebracht, aber nicht alle schlugen Wurzeln und die Reben wurden aus Frankreich und Spanien geliefert. Die ersten Fässer mit kultiviertem Wein wurden hier verkorkt.
Im Jahr 1809 gründete Richelieu an diesem Ort, der heute Djukiwskyj Park heißt, „echte Baumplantagen“.
Der Odessaer Kaufmann Iwan Rubo pflanzte 250.000 Weinstöcke und unterhielt Baumschulen mit 130.000 französischen Setzlingen auf seinen hundert Hektar Land in der Nähe des Tiraspol-Trakts. Nach den Statistiken der Stadtverwaltung von Odessa gab es 1807 allein in Odessa acht Weinberge mit einer Fläche von mehr als 10 Hektar, von 1812 bis 1818 waren es 54 und 1827 mehr als 162. Nach der gleichen Statistik von 1860 produzierte Odessa 32.000 Fässer Wein, die Kolonisten und Staatsbauern jeweils mehr als 40.000 Fässer und die Landbesitzer etwa 5.000 Fässer.
Die Jahre 1820–1850 sind durch ein schnelles Wachstum, dann durch einen Rückgang bis 1890 und später durch einen Anstieg bis 1913 der Weinanbaufläche in Odessa gekennzeichnet. Die Jahre 1885 bis 1910 waren die produktivsten Jahre für die Weinindustrie der Region, die heute (im 21. Jahrhundert) Oblast Odessa genannt wird. Die Fläche der Weinberge ist auf 7.000 Hektar angewachsen. Jährlich wurden etwa eine Million Pud Wein, hauptsächlich bessarabischer Wein aus Akkerman, und nur ein Drittel aus der Krim und dem Kaukasus nach Odessa selbst importiert.
Die Importe sind klein, 20.000 Pud in Holzfässern. Es gibt starke Weine: Marsala, Madeira, Sherry und bis zu 40.000 Flaschen Schaumweine. 600.000–700.000 Pud wurden über den Hafen und per Bahn in verschiedene Städte des Russischen Reiches exportiert. Es gab Unternehmen im Besitz von Nuwo, Sinadino, Rosenblatt, Bernstein, Guinand, Bolgarow, Syrogos, Fischer, Rabinovich und die Fabriken der Towarystwa Wynorobstwa (1.300.000 Rubel an Vermögen) und Roederer (500.000 Rubel).

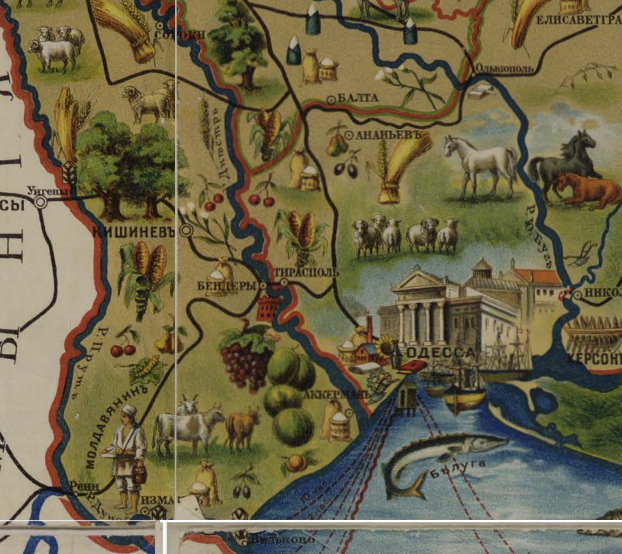
Visuelle Karte des europäischen Russlands, Oblast Odessa, 1896

Nach dem Ausbruch des Ersten Weltkrieges und der Russischen Revolution 1914–1922 wurden die Plantagen massiv zerstört, aber ab Mitte der 1920er Jahre, während der Neuen Ökonomischen Politik (NÖP) und später, wurde der Weinbau bis 1936 teilweise wiederhergestellt. 1931 übertrug das Volkskommissariat für Landangelegenheiten der Ukrainischen SSR das W.-Tajirow-Weingut am Suchyj-lman dem Institut für Weinbau und Weinherstellung. Gleichzeitig war es eigentlich verboten, Wissenschaftler, Züchter und Spezialisten zu zitieren und zu popularisieren, die bis 1917 die Weinherstellung in Odessa entwickelt hatten.
Nach dem Zweiten Weltkrieg und der Zwangskollektivierung in der Sowjetunion gab es wieder einen Rückgang der Produktion. Doch bereits in den 1950er Jahren und bis Ende der 1970er Jahre begann wieder der Aufstieg der Weinindustrie.
Ein neuer Abschnitt der rasanten Entwicklung des Weinbaus in der Oblast Odessa fand in den 1960er Jahren statt: Damals war die Fläche der Weinberge fast so groß wie die der Republik Moldau und „Odessowchoswyntrest“, das 26 staatliche Weinbaubetriebe und 13 Weinkellereien vereinte stellte so viele Produkte her wie die Krimverbände. Ende der 1980er Jahre wurden in der Region Odessa 3,2 Millionen Liter Wein und mehr als 10 Millionen Flaschen Champagner produziert.
Der Weinbau in der Region Odessa erreichte seine größte Entwicklung in den Jahren 1981 bis 1985: 18.500 Hektar neue Weinberge wurden gepflanzt. Die Weinberge nahmen 2 % der landwirtschaftlichen Nutzfläche in der Region ein, gleichzeitig erwirtschafteten sie 15 % der Einnahmen und bis zu 25 % des Gewinns aus dem Verkauf pflanzlicher Erzeugnisse.
Die Anti-Alkohol-Kampagne in der Sowjetunion 1985–1991 während der Perestroika führte zur Massenvernichtung der Weinindustrie. Nach Berechnungen von Ökonomen hat das Gebiet Odessa in den Jahren 1985–1990 fast 1 Milliarde Dollar im Trauben- und Weinbaukomplex verloren. Zwischen 1990 und 2020 ist die Anbaufläche für Wein um mehr als das 2,5-fache zurückgegangen. Auch der Bruttoumsatz ist um das 2,2-fache gesunken. Zwischen 1990 und 2020 wurden mehr als 50.000 Hektar Weinberge in der Oblast Odessa gerodet.